# Новинский переулок
Нови́нский переу́лок — улица в центре Москвы в районе Арбат между Новым Арбатом и Большим Девятинским переулком.

## Происхождение названия
Новинская улица (с XVII века — переулок) возникла в XV веке как проезд от Новинского монастыря в сторону Кремля. С тех пор застройка района неоднократно менялась, а с ней — и привязка названия переулка. Современный переулок образован в 1996 году из Малого Новинского переулка и части бывшего Малого Девятинского переулка. Существовавший Большой Новинский переулок в 1957 году был включён в состав Кутузовского проспекта. В 1963 году эта часть проспекта вошла в состав проспекта Калинина, ныне улица Новый Арбат.

## Описание
Новинский переулок проходит от Нового Арбата за комплексом зданий мэрии Москвы (бывшего здания СЭВ) на север до Большого Девятинского переулка, на углу с которым расположен Храм Девяти мучеников Кизических. Домов за переулком не числится.

## Примечательные здания и сооружения
По левой нечетной стороне Новинского переулка (в то время Малый Новинский переулок) располагалась Новинская женская тюрьма. Новинская женская тюрьма была открыта в конце 1907 года, просуществовала до конца 1950-х годов и в 1960 году была снесена. Рядом находился храм во имя иконы «Утоли моя печали», освященный 19.04.1909. Адрес храма на 1917 год: Большой Новинский переулок, 16; Малый Новинский переулок, 1. Храм закрыт в 1918 г., затем разобран. На месте, где стояли тюрьма и храм, позднее, в 1965—1969 годах, был построен конференц-зал комплекса бывшего СЭВ.